# Pancorius
Pancorius is een geslacht van spinnen uit de familie springspinnen (Salticidae).

## Soorten
De volgende soorten zijn bij het geslacht ingedeeld:
- Pancorius animosus Peckham & Peckham, 1907
- Pancorius armatus Jastrzebski, 2011
- Pancorius borneensis Simon, 1902
- Pancorius cadus Jastrzebski, 2011
- Pancorius changricus Żabka, 1990
- Pancorius cheni Peng & Li, 2008
- Pancorius crassipes (Karsch, 1881)
- Pancorius curtus (Simon, 1877)
- Pancorius dabanis (Hogg, 1922)
- Pancorius darjeelingianus Prószyński, 1992
- Pancorius dentichelis (Simon, 1899)
- Pancorius fasciatus Peckham & Peckham, 1907
- Pancorius goulufengensis Peng et al., 1998
- Pancorius hainanensis Song & Chai, 1991
- Pancorius hongkong Song et al., 1997
- Pancorius kaskiae Żabka, 1990
- Pancorius kohi Zhang, Song & Li, 2003
- Pancorius magniformis Żabka, 1990
- Pancorius magnus Żabka, 1985
- Pancorius minutus Żabka, 1985
- Pancorius naevius Simon, 1902
- Pancorius protervus (Simon, 1902)
- Pancorius relucens (Simon, 1901)
- Pancorius scoparius Simon, 1902
- Pancorius submontanus Prószyński, 1992
- Pancorius tagorei Prószyński, 1992
- Pancorius taiwanensis Bao & Peng, 2002
- Pancorius thorelli (Simon, 1899)
- Pancorius urnus Jastrzebski, 2011
- Pancorius wangdicus Żabka, 1990